# 迈克尔·波斯纳

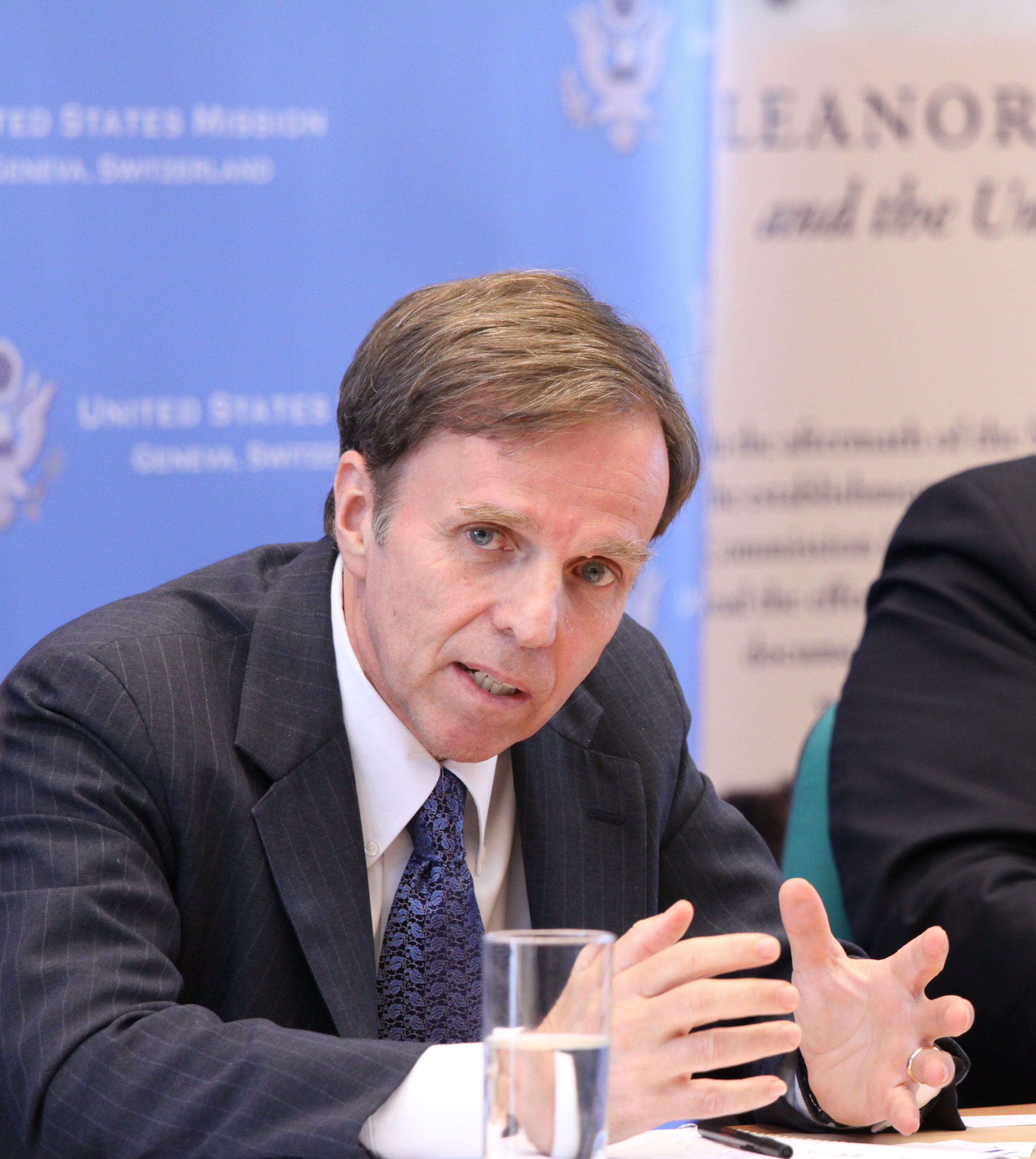
迈克尔·波斯纳

迈克尔·波斯纳（1950年11月19日—），人权活动家，目前担任非营利组织人权第一（Human Rights First）的总裁，过去30多年来曾经积极参与国际人权运动。2009年7月7日，奥巴马总统提名波斯纳担任国务院主管民主、人权和劳工事务的助理国务卿，取代前助卿克雷默（David Kramer）。这项任命案已经被送交国会参议院。
波斯纳曾经访问过50多个国家，并且协助中国、俄罗斯、津巴布韦、以及伊朗等国家的维权人士。波斯纳说，自己对人权事务的关注跟成长背景有关，他祖母的许多家人在犹太人大屠杀中丧生。